# Вишняки (Псковская область)
Вишняки — деревня в Островском районе Псковской области. Входит в состав Островской волости.
Расположена на реке Пенная, в 16 км к востоку от центра города Остров.
| 2001 | 2002 | 2010 | 2013 |
| ---- | ---- | ---- | ---- |
| 41   | ↘33  | ↘13  | ↗20  |

## История
Деревня до апреля 2015 года входила в состав ныне упразднённой Городищенской волости района.